# Cyptonychia simplicia
Cyptonychia simplicia är en fjärilsart som beskrevs av Dyar 1927. Cyptonychia simplicia ingår i släktet Cyptonychia och familjen nattflyn. Inga underarter finns listade i Catalogue of Life.